# Nanchang

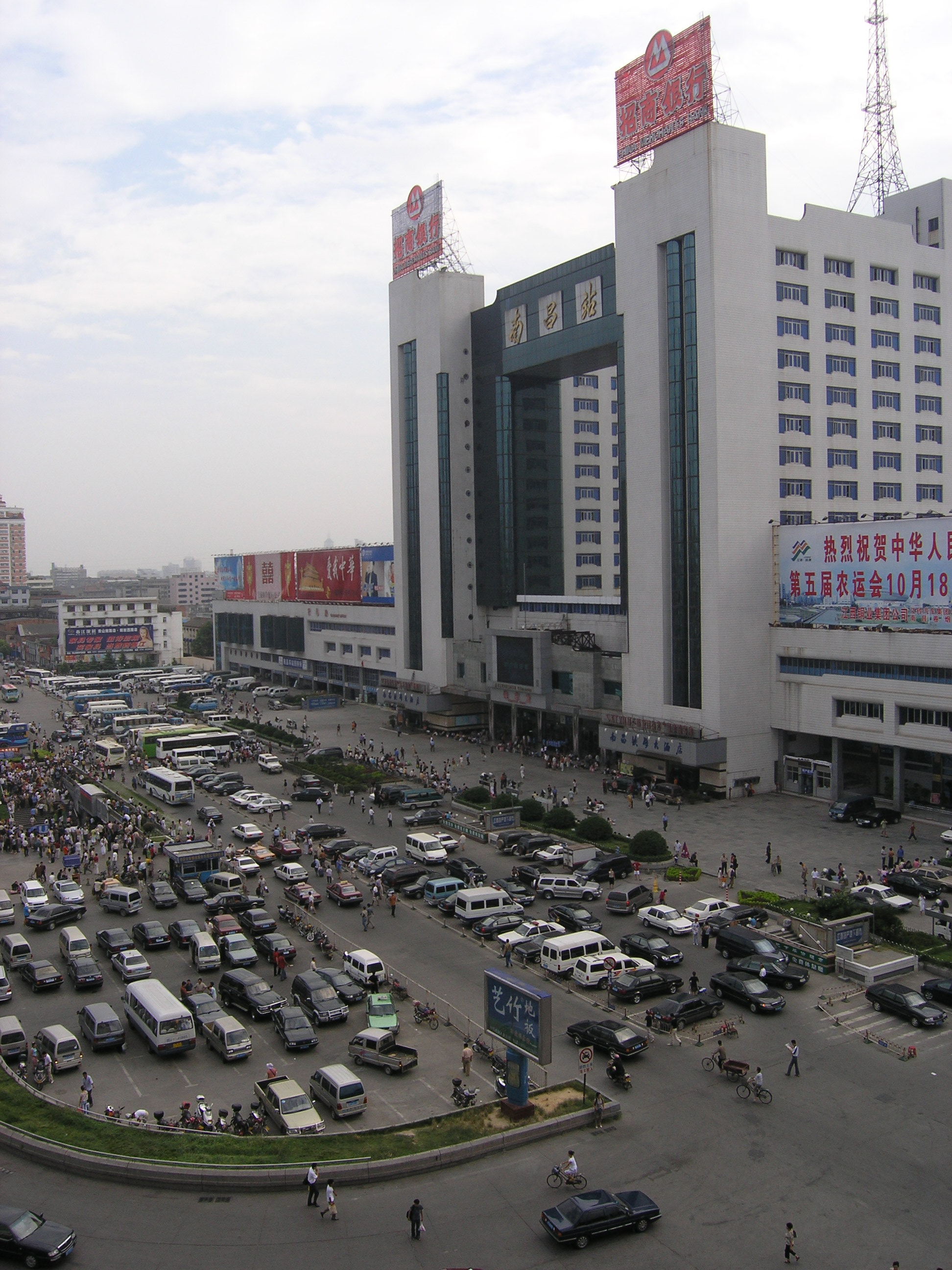
Hauptbahnhof von Nanchang

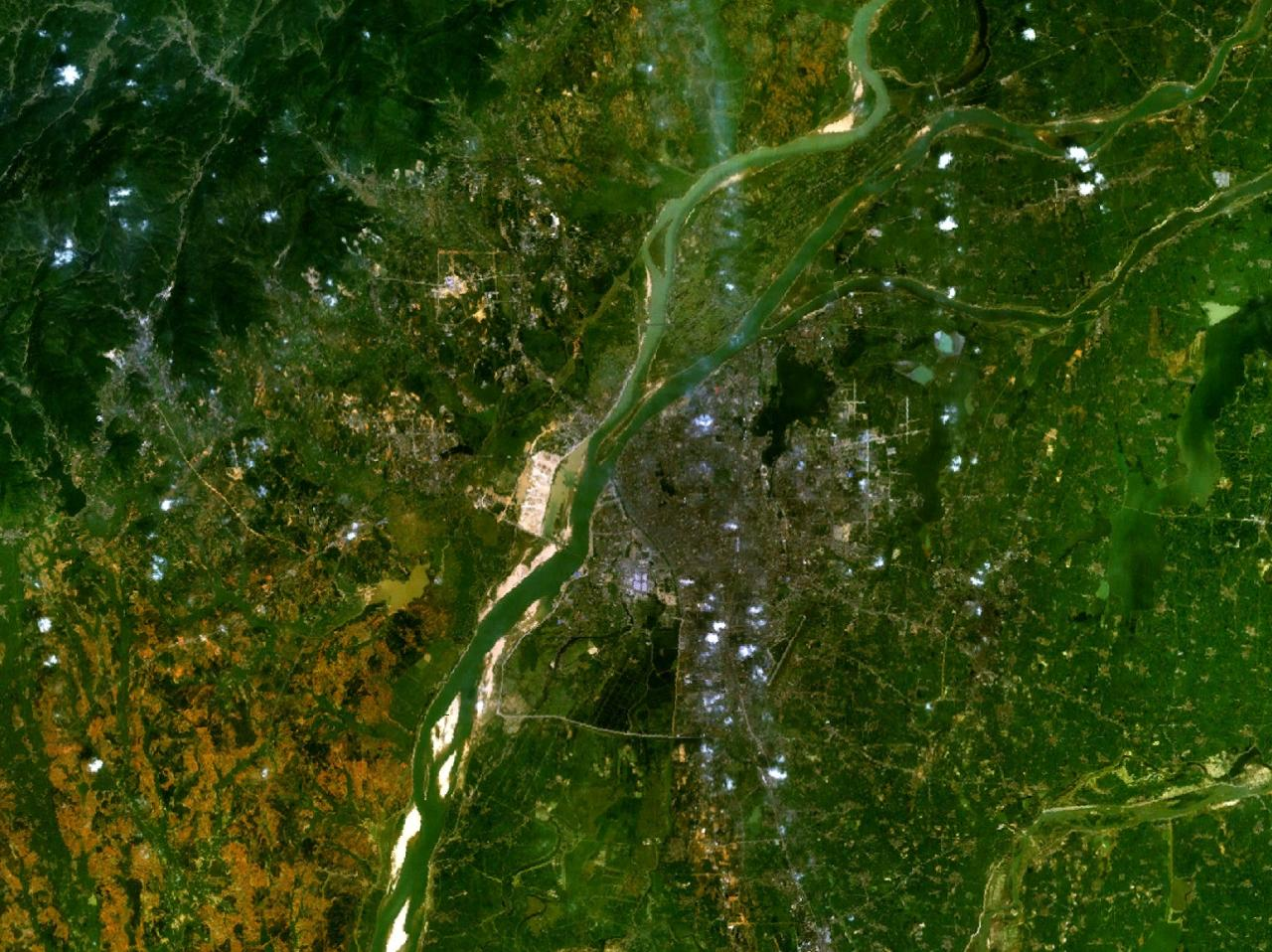
Satellitenbild von Nanchang

Nanchang (chinesisch 南昌市, Pinyin Nánchāng Shì) liegt zentral in der Volksrepublik China und ist die Hauptstadt der Provinz Jiangxi mit 6.255.007 Einwohnern (Stand: Zensus 2020) im 7.194 km² großen Verwaltungsgebiet, davon 3.250.000 im Stadtgebiet (Stand: Ende 2018). Das Kurzzeichen ist KHN. Die Stadt liegt am Südufer des Poyang-Sees. Der Gan strömt an ihren Außenbezirken vorbei.
Der Stern von Nanchang ist eines der größten Riesenräder der Welt (Höhe 160 m, Durchmesser 153 m; Baukosten ca. 57 Mio. Yuan (≈ 6 Mio. €); Einweihung am 2. Mai 2006).

## Administrative Gliederung, Wachstum
Auf Kreisebene setzt sich Nanchang aus sechs Stadtbezirken und drei Kreisen zusammen. Diese sind (Stand: Zensus 2010):
- Stadtbezirk Donghu (东湖区), 30 km², 575.489 Einwohner, Zentrum, Sitz der Stadtregierung;
- Stadtbezirk Xihu (西湖区), 43 km², 503.821 Einwohner;
- Stadtbezirk Qingyunpu (青云谱区), 40 km², 316.723 Einwohner;
- Stadtbezirk Wanli (湾里区), 254 km², 63.963 Einwohner;
- Stadtbezirk Qingshanhu (青山湖区), 250 km², 897.843 Einwohner;
- Stadtbezirk Xinjian (新建区), 2.160 km², 795.412 Einwohner;
- Kreis Nanchang (南昌县), 1.811 km², 1.018.675 Einwohner, Hauptort: Großgemeinde Liantang (莲塘镇);
- Kreis Anyi (安义县), 660 km², 180.194 Einwohner, Hauptort: Großgemeinde Longjin (龙津镇);
- Kreis Jinxian (进贤县), 1.946 km², 690.446 Einwohner, Hauptort: Großgemeinde Minhe (民和镇).

Die historischen Stadtbezirke sind relativ klein für eine Millionenstadt. Außerhalb der Stadtgrenzen, vor allem in den westlich des Flusses anschließenden „Großgemeinden“ wird zurzeit in großem Maßstab und auf vorerschlossenen Flächen gebaut. Es sind sowohl serielle Wohnhochhäuser als auch Bildungs- und Gemeinschaftseinrichtungen, umgeben von Parks und oft mit Wasserflächen oder Kanälen aufgelockert. Nach groben Schätzungen werden hier um 2012 weitere zwei bis drei Millionen Einwohner angesiedelt sein.

## Geschichte
In der frühen Han-Dynastie (201 v. Chr.) wurde eine Stadt namens Gàn erbaut. 589 n. Chr. (Sui-Dynastie) wurde sie in Hongzhou und später dann in Nanchang umbenannt.
In der frühen Tang-Dynastie (653 n. Chr.) ließ Li Yuanying, der Bruder des Kaisers Taizong, ein Gebäude namens Tengwang Ge errichten.
675 schrieb Wang Bo, damals 25 Jahre alt, den Klassiker Tengwang Ge Xu. Das Gebäude und die Stadt wurden durch Wang Bos Essay berühmt.
Trotzdem wurde das Gebäude 28 Mal zerstört und wiederaufgebaut. Zuletzt brannte es 1926 nieder. 1989 wurde Tengwang Ge als 57 m hohes Gebäude wiederaufgebaut, und zwar, wie es heißt, nach Plänen aus der Song-Dynastie.
In den Jahren 1595 bis 1598 hielten sich die beiden Jesuiten Michele Ruggieri und Matteo Ricci insgesamt drei Jahre in Nanchang (damals noch unter dem alten Namen Yuzhang – 豫章,  Yùzhāng bekannt) auf. Ricci beschrieb die Stadt als „doppelt so groß wie Florenz“ und berühmt für die große Zahl von Literaten, die Regierungsämter übernahmen. Die beiden Jesuiten wurden hier freundlich aufgenommen und blieben bis zu ihrer Weiterreise nach Peking.
Im 20. Jahrhundert wurde Nanchang für seine revolutionäre Tradition berühmt, denn hier führten Zhou Enlai, der spätere Premierminister, und andere Kommunisten, die später in der Volksrepublik hohe Ämter bekleideten, den Aufstand vom 1. August 1927 an. Der 1. August wird seitdem als Gründungstag der Volksbefreiungsarmee gefeiert. Im Laufe der Schlacht um Nanchang wurde die Stadt von der japanischen Armee am 27. März 1939 eingenommen.
In der Nacht auf den 5. Juni 2001 kamen bei einem Brand in einem Kindergarten in Nanchang 13 Kleinkinder ums Leben. Ausgelöst wurde der Brand durch Räucherstäbchen gegen Mücken. Drei Kinder konnten von den Rettungskräften lebend gerettet werden.

## Wirtschaft
Laut einer Studie aus dem Jahre 2014 erwirtschafte Nanchang ein Bruttoinlandsprodukt von 96,0 Milliarden US-Dollar in Kaufkraftparität. In der Rangliste der wirtschaftsstärksten Metropolregionen weltweit belegte die Stadt damit den 143. Platz. Das BIP pro Kopf liegt bei 18.516 US-Dollar (KKP). In Nanchang waren 1,3 Millionen Arbeitskräfte beschäftigt, wovon 38,3 % in der Industrie arbeiteten. Mit 10,5 % im Zeitraum von 2009 bis 2014 wuchs das BIP pro Kopf sehr schnell.

## Verkehr
Nanchang ist Ausgangspunkt der Eisenbahn-Schnellfahrstrecke Hangzhou–Nanchang, deren östlicher Abschnitt zwischen Hangzhou Ost und Huangshan am 25. Dezember 2018 in Betrieb ging. Der westliche Abschnitt von Huangshan nach Nanchang sollte 2022 fertig gestellt werden.
Für den innerstädtischen Personenverkehr gibt es seit Dezember 2015 ein U-Bahn-Netz mit aktuell vier Linien, 160 Kilometern Streckennetz mit 122 Stationen, welches beide Bahnhöfe des Hochgeschwindigkeitsverkehres und seit Juni 2025 auch den Flughafen anbindet.

## Kultur
Das im Stadtgebiet gelegene Hauptquartier der Rebellion vom 1. August 1927, dem Gründungstag der Volksbefreiungsarmee („八一“ 起义指挥部旧址, „Bā-yī“ qǐyì zhǐhuībù jiùzhǐ), der frühere Wohnort des Malers Bada Shanren (青云谱, Qīngyúnpǔ) und das Ehemalige Hauptquartier der Neuen Vierten Armee (南昌新四军军部旧址, Nánchāng xīnsìjūn jūnbu jiùzhǐ) stehen auf der Liste der Denkmäler der Volksrepublik China.

## Hochschulen und Universitäten
- Jiangxi University of Finance and Economics
- Nanchang University
- Jiangxi Normal University
- Jiangxi Agricultural University
- East China Jiaotong University
- Nanchang Institute of Aeronautical Technology
- Jiangxi TXM Institute

Hinweis: Einrichtungen, die keine Vollzeit-Bachelor-Studiengänge anbieten, sind hier nicht aufgeführt.

## Städte- und Kreispartnerschaften
- seit 1985: Skopje, Nordmazedonien
- seit 2009: Landkreis Peine, Niedersachsen.

## Klimatabelle
|                       | Jan | Feb | Mär  | Apr  | Mai  | Jun  | Jul  | Aug  | Sep  | Okt  | Nov  | Dez  |   |      |
| Mittl. Tagesmax. (°C) | 8,9 | 9,8 | 14,8 | 21,0 | 26,1 | 29,3 | 33,8 | 33,6 | 28,9 | 23,6 | 17,5 | 11,7 | ⌀ | 21,6 |
| Mittl. Tagesmin. (°C) | 2,4 | 3,8 | 8,1  | 14,0 | 19,2 | 22,7 | 26,0 | 25,8 | 21,7 | 16,1 | 10,1 | 4,3  | ⌀ | 14,6 |
|                       |     |     |      |      |      |      |      |      |      |      |      |      |   |      |
| Niederschlag (mm)     | 56  | 102 | 151  | 224  | 253  | 282  | 122  | 103  | 75   | 58   | 55   | 41   | Σ | 1522 |
|                       |     |     |      |      |      |      |      |      |      |      |      |      |   |      |
| Sonnenstunden (h/d)   | 3,3 | 3,0 | 3,0  | 3,9  | 4,8  | 5,3  | 8,5  | 8,5  | 6,5  | 5,2  | 4,8  | 4,4  | ⌀ | 5,1  |
|                       |     |     |      |      |      |      |      |      |      |      |      |      |   |      |
| Regentage (d)         | 8   | 9   | 14   | 14   | 14   | 12   | 7    | 7    | 6    | 6    | 6    | 5    | Σ | 108  |
|                       |     |     |      |      |      |      |      |      |      |      |      |      |   |      |
| Luftfeuchtigkeit (%)  | 76  | 78  | 80   | 81   | 80   | 82   | 77   | 76   | 77   | 73   | 71   | 67   | ⌀ | 76,5 |

| 2,4 |

| 3,8 |

| 8,1 |

| 14,0 |

| 19,2 |

| 22,7 |

| 26,0 |

| 25,8 |

| 21,7 |

| 16,1 |

| 10,1 |

| 4,3 |

| 2,4 |

| 3,8 |

| 8,1 |

| 14,0 |

| 19,2 |

| 22,7 |

| 26,0 |

| 25,8 |

| 21,7 |

| 16,1 |

| 10,1 |

| 4,3 |

## Söhne und Töchter der Stadt
- Wang Dayuan (1311–1350), Kaufmann und Seefahrer der Zeit der Yuan-Dynastie
- Zhu Da (1625–1705), Maler und Kalligraph der Qing-Dynastie
- Hu Xiansu (1894–1968), Botaniker, Pädagoge und Kulturwissenschaftler
- François Cheng (* 1929), Schriftsteller, Dichter und Kalligraph
- Duan Yongping (* 1961), Unternehmer
- Xu Yanmei (* 1971), Wasserspringerin
- Peng Bo (* 1981), Wasserspringer
- He Hanbin (* 1986), Badmintonspieler
- Zhao Junpeng (* 1996), Badmintonspieler
- Li Shifeng (* 2000), Badmintonspieler
- Yuan Sijun (* 2000), Snookerspieler
- Wan Letian (* 2004), Schwimmerin